# Stephan Madaus
Stephan Madaus (* 1974 in Parchim) ist ein deutscher Rechtswissenschaftler.

## Leben
Von 1992 bis 1998 studierte er Rechtswissenschaften an der Universität Rostock (1995–1997 Wissenschaftliche Hilfskraft am Lehrstuhl von Harald Koch. 1998 Erstes Juristisches Staatsexamen). Nach der Promotion zum Thema Der Schuldbeitritt als Personalsicherheit 2000 (1998–1999 Stipendiat am Institut für Bankrecht und Bankwirtschaft in Rostock 1999–2000 wissenschaftlicher Mitarbeiter am Lehrstuhl von Peter Bydlinski) war er von 2000 bis 2002 Rechtsreferendar in Brandenburg (2002 Zweites Juristisches Staatsexamen). Von 2002 bis 2009 war er wissenschaftlicher Assistent und Habilitand am Lehrstuhl von Ralph Lothar Weber. Nach seinem Wechsel an die Universität Greifswald im Oktober 2009 wissenschaftlicher Assistent am Lehrstuhl von Anja Hucke. Von 2008 bis 2009 forschte er als Visiting Scholar bei Deborah R. Hensler an der Stanford Law School der Stanford University als Stipendiat der Fritz-Thyssen-Stiftung für Wissenschaftsförderung. Nach der Habilitation 2010 (Lehrbefugnis für Bürgerliches Recht, Wirtschaftsrecht, Zivilprozess- und Insolvenzrecht) vertrat er im Wintersemester 2010/2011 sowie im Sommersemester 2011 den Lehrstuhl für Bürgerliches Recht, Deutsches, Europäisches und Internationales Unternehmensrecht (Horst Eidenmüller) an der LMU München. Im Sommersemester 2012 war er Lehrstuhlvertreter an der Universität Regensburg. Zum Wintersemester 2012/2013 erhielt er den Ruf an den Lehrstuhl für Bürgerliches Recht, Zivilprozess- und Insolvenzrecht sowie IPR (Nachfolge Peter Gottwald) durch die Universität Regensburg und Ernennung zum Universitätsprofessor. Zum Sommersemester 2014 erhielt er den Ruf an den Lehrstuhl für Bürgerliches Recht, Zivilprozess- und Insolvenzrecht (Nachfolge Urs Peter Gruber) durch die Universität Halle-Wittenberg und Ernennung zum Universitätsprofessor.
Seine Forschungsschwerpunkte sind deutsches und ausländisches Insolvenzrecht, Zivilprozessrecht und Kreditsicherungsrecht.

## Schriften (Auswahl)
- Der Schuldbeitritt als Personalsicherheit. Zulässigkeit von Analogien zum Recht der Schuldübernahme und der Bürgschaft. Berlin 2001, ISBN 3-8305-0215-X.
- Der Insolvenzplan. Von seiner dogmatischen Deutung als Vertrag und seiner Fortentwicklung in eine Bestätigungsinsolvenz. Tübingen 2011, ISBN 978-3-16-150728-1.
- Help for Europe's zombie banks? Open questions regarding the designated use of the European bank resolution regime. Halle an der Saale 2014, ISBN 978-3-86829-700-3.
- mit Florian Jacoby, Detlef Sack, Heinz Schmidt und Christoph Thole:  ESUG – Evaluierung. Forschungsbericht zur Evaluierung des Gesetzes zur weiteren Erleichterung der Sanierung von Unternehmen (ESUG) vom 7. Dezember 2011. Köln 2019, ISBN 3-8145-8245-4.